# Lijst van personages uit het Land van Ooit
Dit is een lijst met de voornaamste personages uit het voormalige attractiepark Het Land van Ooit.

## Dirrigeertie Dirrigentie
Dirrigeertie Dirrigentie was een personage dat voor dirigent speelde, maar daarnaast ook liederen zong en toneelstukken opvoerde voor de bezoekers. Ook begeleidde hij regelmatig verschillende muzikale shows in het pretpark. Hij was altijd gekleed in een ouderwetse oranje jas en hij droeg altijd een pruik met warrig haar, wat hem een nogal artistiek uiterlijk gaf. Hij gedroeg zich in shows en in het park altijd uitermate belangrijk en uit de hoogte. Een vaak terugkomende show van dit personage was er één waarbij de bezoekers zelf op potten en pannen mochten slaan. In het park werd de rol van Dirrigeertie Dirrigentie door de jaren heen vaak door verschillende acteurs en actrices gespeeld.
Na het faillissement van het park werd het kostuum van Dirrigeertie Dirrigentie verkocht voor 125 euro aan een actrice die ooit het personage had vertolkt. Zijn pruiken werden beide voor 40 euro verkocht.

## Kloontje het Reuzenkind
Kloontje was een vijfjarig meisje, gehuld in kleurige jurk en met een (geschminkte) aardbei op haar neus. Op haar hoofd groeit een boom. Ze heeft vier broers: Reus Dan, Reus Toen, Reus Ooit en Reus Nu, waarvan zij een kloon is. De zogenoemde "Engerling": Stor de Bostor, die tevens in het park woonde wilde graag een kloon van de vier sterke reuzen om zo meer macht te verkrijgen. Echter, in de plaats van een sterke reus ontstond Kloontje. Het liefst eet ze ijs en ze had in het park ook meestal een ijsje in haar mond. Ze werd in het park altijd door actrices met normale lengte gespeeld, maar dat kwam zo zei ze zelf:"Omdat in nog maar 5 ben." Kloontje zou later als ze groot is net zo groot worden als haar broers - zo rond de tien meter. Ze is verliefd op het Ooit-figuur “Page Polle”. Ze heeft ook een Knuffel, genaamd Kos. Dit is een pluchen dier in de vorm van het paard van Ridder Graniet: Kos met de Snor.
In het park voerde ze vaak toneeltjes op voor de bezoekers. Ook had ze in het park een eigen attractie: “Kloontjes Springparadijs”, wat bestond uit een verzameling van verschillende luchtkussens. Kloontje werd vaak als de mascotte van het park gezien, alhoewel dit nooit echt officieel bevestigd is. Ze was echter de bekendste figuur bij het grote publiek, mede dankzij het televisieprogramma op de regionale zender TV8: "Kloontje het Reuzenkind" (1995-1996) rond haar personage. Het script hiervan werd voornamelijk door de familie Taminiau geschreven, de oprichters van het pretpark. Ze presenteerde in dit programma samen met een technicus, Radio-Techniman, genoemd allerlei andere programma's vanuit een studio. Af en toe werden ze hierbij begeleid door andere Ooit-figuren, zoals Sap de Aardwortel en Ridder Graniet. De serie stopte in 2001, maar werd later op SBS6 uitgezonden in het kinderprogramma "KzdB-Network" ( met Isa Hoes) onder de nieuwe titel "Kinderen zijn de baas". In de serie werd de rol van Kloontje vertolkt door Natasha van Maanen. Bij de serie hoorde ook een lied, genaamd “Hallo, ik ben Kloontje”. Elke aflevering begon met dit lied, dat is gecomponeerd door Peter van Beijnum.
In 2003 ging Kloontje op theatertournee, vergezeld van andere personages uit het Land van Ooit, zoals Ridder Graniet, Jean d'Orange, Dame Grandeur de Bourgeoisie en Makei. Hierbij werd Kloontje vertolkt door Angelique Kornet. Deze voorstelling, waarin Ridder Graniet op zoek ging naar een vakantieplaats voor de Gouverneur van Het Land van Ooit heeft 2 seizoenen door Nederland gereisd. Er is rond haar ook een stripreeks gemaakt, getekend door Bart Kranenburg, met twee albums "Kloontje het Reuzenkind: Hallo ik ben Kloontje" (1998) en "Kloontje het Reuzenkind 2: Reuzenlol met Kloontje" (2000). Overige merchandising rond het personage waren sleutelhangers, video's, kledij, cd's en beeldjes.
Na het faillissement van het park in 2007 werden haar kostuums in maart 2008 geveild voor 210,-euro het stuk. Een van de kopers was een actrice die Kloontje vroeger al eens vertolkt had.

## De Luie Lakei
De Luie Lakei was de luie dienaar van de Gouverneur die altijd onder zijn verplichtingen probeerde uit te komen. Hij entertainde mensen door toneelstukken op te voeren. De Luie Lakei was altijd gekleed in een blauwe slipjas, een witte blouse met bef, en een zwarte driekwartbroek. Hij droeg een witte pruik. Volgens de verhalen van het themapark was de Luie Lakei altijd de lakei van Graaf Wildebras van Ooit & Gravinne Rondalia van Ooit. Echter, toen deze twee na een ruzie door Stor de Bostor in zwanen werden betoverd, werd de lakei de bediende van hun vervanger: de Gouverneur van het Land van Ooit. Dit verklaart ook waarom de Luie Lakei altijd de zwanen in de vijver voerde. Hij werd in de loop der jaren door verschillende acteurs vertolkt.
Hij had zowel in het filiaal in Drunen als Tongeren een eigen attractie: De trein van de Luie Lakei. Dit was een trein die gewoon over de wandelpaden in het themapark liep en door hem bestuurd werd. De Luie Lakei bouwde altijd een vaste show rond de attractie. De bezoeker namen plaats in de wagens en de Luie Lakei vertelde ze dat hij snel een rondje zou maken. In werkelijkheid deed hij hier erg lang over (mede door de erg trage wagens) en viel hij telkens in slaap. De bezoekers moesten hem dan wakker zingen of schreeuwen. Een rondje in zijn trein verliep dan ook vrij lang, ondanks dat het traject zeer miniem was. Op elke wagen van de trein stond een grote lakei met een grote roze taart op zijn dienblad. De zitplaatsen waren onder het dienblad bevestigd, wat zo ook als dak diende.
Na het faillissement van het park in 2007 werden in maart 2008 ook alle bezittingen, kledij en de trein van het personage verkocht.

## De Reuzen
Het park had ook drie reuzen, Reus Dan, Reus Toen, Reus Ooit, die allemaal kaal waren en een bruine baard droegen. Op elk van hun hoofden groeide een boom omdat ze zich zoveel zorgen maakte om de natuur. Dit was ook de reden waarom ze in het pretpark waren gaan wonen, gezien de natuur daar beter verzorgd werd. Alle drie bewaakten ze de poorten van het Land van Ooit. Een van de reuzen was een gekloond reuzinnetje, "Kloontje het Reuzenkind".

### Reus Dan

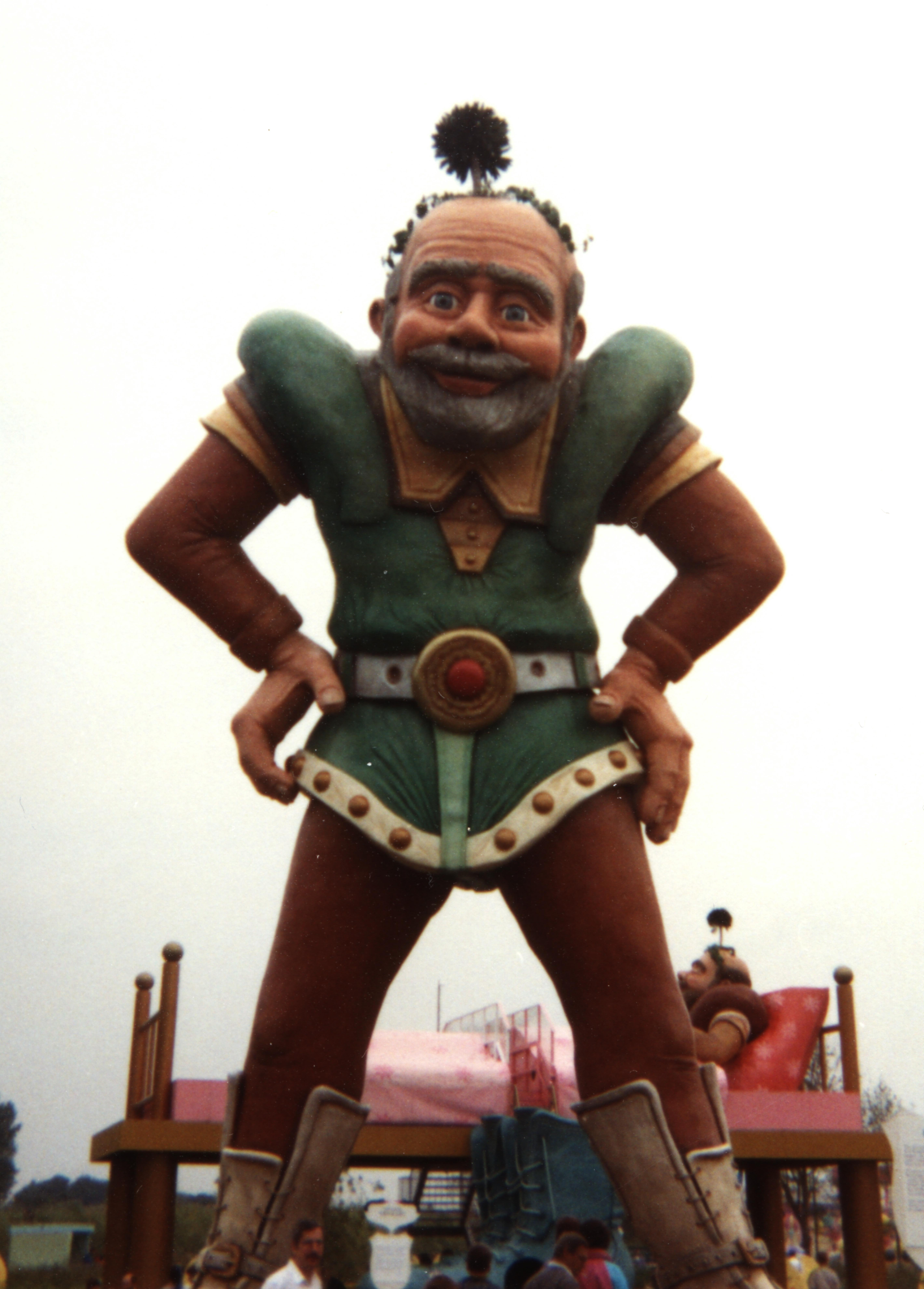
Reus Dan, met op de achtergrond Reus Toen.

Reus Dan was de zoon van twee reuzen. Hij was altijd gekleed in groene en blauwe kleuren en 10 meter hoog en vijf meter breed. Er was ook een reuzegroot polyesterbeeld van de reus in het park te zien. De bezoekers konden hieronder doorlopen en kwamen zo in Reuzenland, de zogenoemde woonplek van de reuzenfamilie. In dit gedeelte kon men onder andere op het meubilair van de reus klimmen en rijden in zijn pantoffels. Reus Dan werd niet, zoals de meeste andere personages in Het Land van Ooit door een acteur gespeeld. Wel kwam hij vaak voor in vertellingen in de theaters van het themapark. Het beeld van Reus Dan was een van de voornaamste blikvangers in Het Land van Ooit.
Na het faillissement van het park in 2007 werd het beeld in maart 2008 geveild voor 6.200 euro en verkocht aan Miniatuur Walcheren te Middelburg. Op 30 januari om 11.00 uur werd Dan op zijn nieuwe verblijfsplaats neergezet. Hij staat nu op Familiepretpark Mini Mundi in Middelburg. Daar waakt hij over Miniatuur Walcheren, dat een onderdeel van Mini Mundi is.

### Reus Ooit
Er stond een 10 meter hoog polyester beeld van deze in het blauw geklede reus bij de attractie Wint Ooit Weer?. Hier moesten bezoekers in een grote kar plaatsnemen die met een touw aan de reus was bevestigd. Door te roeien konden de bezoekers het vervolgens opnemen tegen Reus Ooit in een spelletje touwtrekken. Dit systeem liet ook toe dat de kar in beide richtingen kon rijden. Wanneer de kinderen het alleen tegen de reus opnamen konden zij winnen, terwijl de rijrichting bij volwassen werd omgeschakeld zodat de reus won. Omdat de gehele attractie op rails stond, stond Reus Ooit ook wel bekend als Reus op Rails. De baanlengte was 30 meter en twee karren, één met 5 brede zitbanken en één waarin de Reus zelf zat.
Na het faillissement in 2007 werd in maart 2008 de "Wint Ooit Weer?"-attractie verkocht voor 15.000 euro.

### Reus Toen

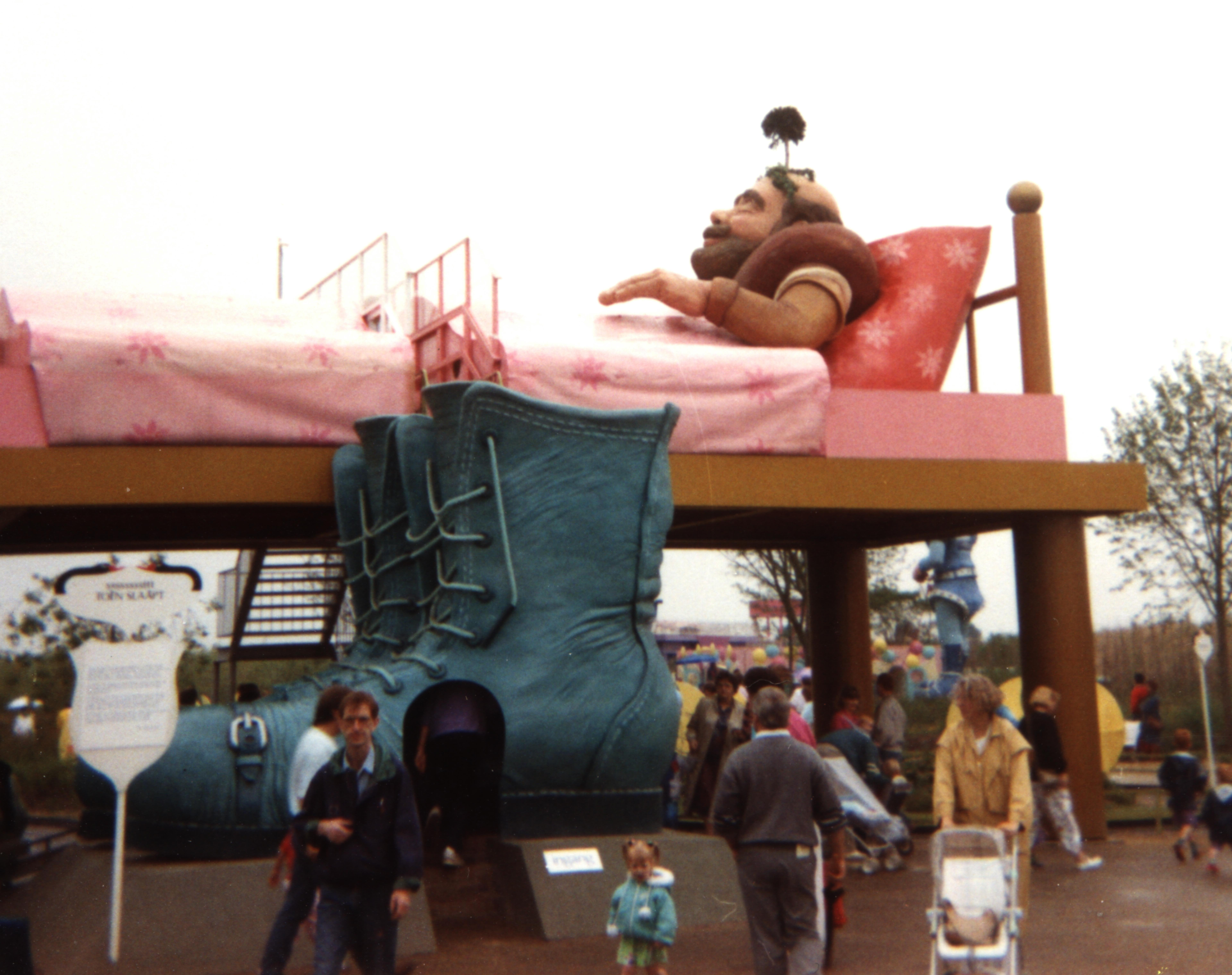
Reus Toen

Reus Toen was ook een reuzenzoon, meestal gekleed in het groen. Hij lag als polyester beeld in een groot oranje bed te slapen. De reus was een walkthrough-attractie , waarbij bezoekers via zijn laarzen naar boven in het bed konden kruipen en onder de dekens door lopen. Onder het bed reed ook de attractie "Warme Voetjes", waarbij bezoekers in de pantoffels van de reus konden rijden. Het personage werd nooit door een acteur vertolkt.
Na het faillissement van het park werd de attractie uiteindelijk voor 5.100,- euro verkocht, exclusief de 5.000,- euro aan additionele kosten.

## Ridder Graniet
Ridder Graniet Sterker-Dan-Ik-Kan-Niet (kortweg Ridder Graniet) dankte zijn naam aan het feit dat hij als jongen met een groot zwaard in zijn handen stond en zei hij dat niemand sterker was dan hij. Enkele hofdames hoorden dit en al snel werd hij "Ridder Graniet Sterker–Dan–Ik–Kan–Niet" genoemd. Hij reed vaak op zijn paard Kos met de Snor. Als een echte ridder was hij gekleed in een harnas met daaronder wapenkleuren in geel en blauw. Ook de veren op zijn helm waren geel en blauw. Hij werd door verschillende acteurs vertolkt en voerde in het park vaak kleine toneeltjes op. Hij was maar van één ding bang en dat was Ridder Stor de Bostor.
Na het faillissement van het park in 2007 werden in maart 2008 alle bezittingen van de ridder verkocht.

## Sap de Aardwortel
Sap de Aardwortel was een zevenjarige aardwortel die in het park de bezoekers via dansen, verhalen en liedjes (zoals de "wozzelendans") entertainde, maar zich vooral richtte op kleuters. Het personage was altijd gekleed in groene en bruine vodden en natuurproducten. Ze had haar eigen theater, "Het Tuintheater" en zorgde voor personages als deze ziek werden door hen genezende sapjes te geven. Sap woonde in een zogenaamd "wozzele holletje" onder de grond samen met ZieZaZonnebloem. Ze sprak Nederlands, maar vermengd met fantasiewoorden. Vooral de woorden "wozzelig" en "wozzelen" (als in een werkwoord) werden vaak door haar gebruikt. Het personage werd altijd door vrouwen vertolkt.
Ze verscheen ook in de televisieserie "Kloontje het Reuzenkind" (zie boven). Op de "Big E Awards" in Atlanta ontving Het Land van Ooit een eervolle vermelding voor Sap de Aardwortel in de categorie "Best gekostumeerde karakter", mede door de bijdragen op televisie. In de televisieversie werd ze gespeeld door Marijke van Bemmel en Cindy Paans.
Na het faillissement in 2007 werd in maart 2008 het kostuum van het personage geveild.

## Zeeheer
De Zeeheer was een kapitein met een te grote rode muts. Hij was in het park vaak te vinden op een klein uitgevallen bootje in een sloot, genaamd Boot, en anders bij zijn eigen schip de "Yurre". Dit grote schip viel erg op omdat het met zijn hele voorsteven naar de hemel wees, de rest was ingegraven. Hij werd altijd vergezeld van zijn enige (en simpele) matroos, "Dekzwalkertje", die altijd in blauw gekleed was. Beide figuren verzorgden komische en muzikale toneeltjes in het park en werden doorheen de jaren door verschillende acteurs gespeeld.
Zeeheer en Dekzwalker kwamen oorspronkelijk uit Nieuw-Zeeland waar tevens de plaats waar hun schip Yurre aangemeerd lag. Toen Zeeheer en Dekzwalker in 1863 in het havenslib te Wellington werden getroffen door een enorme golf, braken zij met hun schip "Yurre" recht door de aarde heen en kwamen zo uiteindelijk op 1 april 1990 terecht in het Land van Ooit. Omdat zij nog maar een half stuk scheepsbeschuit aan boord hadden probeerde Dekzwalker een vis te vangen als avondmaal, maar ving in plaats hiervan een halsketting, afkomstig van gravin Rondalia. Uit wanhoop probeerden ze toen een zwaan te harpoeneren, maar jonkvrouw Madelieve hield hen hierbij tegen omdat het gravenechtpaar van Ooit lang geleden in zwanen waren veranderd. Zeeheer pende deze verhalen op en zo begon de geschiedenis van het Land van Ooit. Bij de andere Ooit-figuren kwam de Yurre (wat sterrenkoning betekent) al snel bekend te staan als een UDO: een Unexpected Digging Object. Van bovenstaand verhaal en het directe gevolg daarop is ook een 6-delige kinderserie gemaakt die in 1990, 1992 en 1993 werd uitgezonden door de VARA. De serie droeg de titel De geschiedenis van het Land van Ooit en was gebaseerd op 'Het Staatenboek' van Marc en Marjan Taminiau. Dit is een boek dat de oprichters Taminiau verzonnen en bijhielden en waar hun themapark centraal stond. De speler die in het park de rol van Zeeheer vertolkte (Victor van den Berg), deed dit ook in de serie.
De serie werd op SBS6 herhaald in de Land van Ooit-serie Kinderen zijn de Baas.
Na het faillissement van het park in 2007 werden in maart 2008 de kostuums van de personages verkocht. De hoed van Zeeheer bracht 175 euro op, die van Dekzwalkertje 40 euro.